# Лехуза цейлонська
Лехуза цейлонська (Phodilus assimilis) — вид совоподібних птахів родини сипухових (Tytonidae). Вважався підвидом лехузи вухатої (Phodilus badius), але зараз вважається повноцінним видом через особливості вокалізації, відмінності в забарвленні оперення та диз'юнктне поширення.

## Поширення
Вид поширений на Шрі-Ланці та в горах Західні Гати на південному сході Індії. Його природні місця проживання — субтропічні або тропічні вологі монтанні ліси та високогірні луки.

## Опис
Птах завдовжки до 29 см; довжина крила — 197—208 мм. Лицьових диск за формою злегка нагадує серце, облямований темними пір'ям. Від тімені зверху вниз йдуть дві симетричні темні смуги, що проходять через великі темно-карі очі і утворюють V-подібний щиток, що переходить в жовтуватий дзьоб. Верхня частина тіла вкрита чорно-білими цятками, темно-каштанове пір'я крил і хвоста прикрашені виразними темними і жовтими смугами і плямами. Пір'я нижньої частини тіла кремове, з безліччю дрібних чорно-білих цяточок. Короткі оперені ноги закінчуються сіро-коричневими пальцями зі світло-сірими кігтями.

## Спосіб життя
Нічний хижак. Полює на дрібних ссавців, птахів, плазунів, великих комах. Полює серед густої рослинності тропічних джунглів.

## Підвиди
- P. a. ripleyi Hussain & Reza Khan, 1978 — Західні Гати
- P. a. assimilis A. O. Hume, 1877 — Шрі-Ланка